# Sphyraena qenie
Sphyraena qenie es un pez de la familia de los esfirénidos en el orden de los perciformes.

## Morfología
Pueden alcanzar los 170 cm de largo total.